# 捕蟹器行動
2023年9月22日，由烏克蘭發射的暴風影導彈突破俄羅斯防空系統，襲擊位於俄佔克里米亞塞瓦斯托波爾的黑海艦隊總部。這次襲擊是俄羅斯入侵烏克蘭的一環，烏克蘭國防部情報總局局長基里洛·布達諾夫中將將此空襲稱為「捕蟹器行動」（羅馬化：Operatsiia "Krabovoiu pastkoiu"）。

## 背景
克里米亚半岛在乌俄战争中于2014年被俄罗斯侵占，并在俄军后续入侵乌克兰南部赫爾松州和扎波羅熱州时成为其無可取代的立足點和南綫俄軍的關鍵後勤樞紐。
自2022年7月起，克里米亞半島俄占区發生一連串的爆炸和火災，其中包括薩基空軍基地爆炸和2022年克里米亞大橋爆炸事件等。

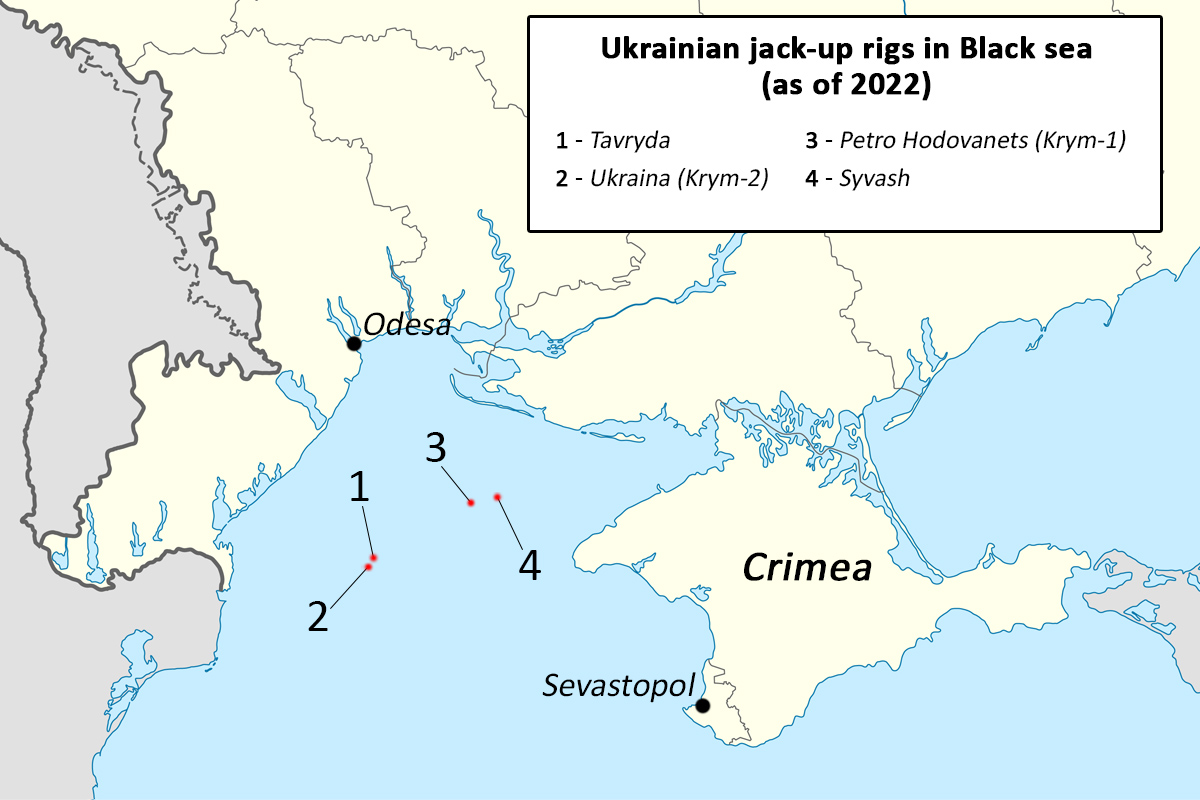
黑海上的石油钻井平台。乌克兰特种部队于2023年9月初夺回了这些石油钻塔并摧毁了俄军设置在其上的雷达哨戒。

2023年8月到9月，乌克兰开始对克里米亚的一系列俄军目标发动打击。8月23日，乌军在无人机引导下使用海王星导弹摧毁了塔尔坎库特角的一套S-400防空导弹系统。9月14日，乌军特种部队和海军又摧毁了位于叶夫帕托里亚以南36公里处的另一套S-400导弹系统。此外，乌克兰国防情报局的特种部队还在9月初解放了黑海上2014年遭俄军占领的石油钻井平台（又被称为“博伊科塔”），并摧毁了俄军设立于其上的雷达哨戒。由于俄黑海舰队唯一具备区域防空能力的光荣级莫斯科号巡洋舰早已于前一年4月被乌克兰海军击沉，这一系列行动极大地削弱了俄军在克里米亚半岛西部和附近海域的防空和态势感知能力。
9月13日，乌克兰空军袭击了位于克里米亚半岛俄占区南端的塞瓦斯托波尔造船厂，俄军正于此处维修的一艘蟾蜍级大型登陆舰（БДК-43 明斯克号）和一艘基洛级潜艇（Б-237 顿河畔罗斯托夫号）被暴風影導彈击毁于船坞中。

## 襲擊
2023年9月22日中午，至少2枚或3枚英國提供給烏克蘭的暴風影導彈轟炸俄羅斯黑海艦隊的總部。這一襲擊被拍攝到並在社交媒體上廣泛傳播，並得到俄羅斯任命的俄佔塞瓦斯托波爾市長米哈伊爾·拉茲沃扎耶夫證實。俄羅斯官媒塔斯社報導稱，俄羅斯防空部隊擊落其中5枚來襲導彈。不同的消息來源對於損害的說法各不相同：根據當地官員的說法，襲擊的損害很輕微，但根據許多西方媒體的說法，這次襲擊對俄羅斯是一個「嚴重」的打擊，《太陽報》稱之為「烈火雷霆」。
俄羅斯消息人士初步稱，只有1名士兵下落不明，無人受傷。但烏克蘭國防部情報總局局長基里洛·布達諾夫在接受《美國之音》採訪時，表示這次襲擊造成「至少9人死亡」，16人受傷，其中包括高級軍官。他也稱「傷者包括該集團的指揮官亞歷山大·羅曼丘克上將，傷勢非常嚴重，參謀長奧列格·采科夫中將處於昏迷狀態。而非總部要員的普通軍事人員的傷亡數量還在確定中。」網路上還有報道稱，黑海艦隊總司令維克托·索科洛夫海軍上將在此次空襲中身亡，烏克蘭於9月25日證實了這一說法，但沒有為此提供證據，此事尚未被核實，也未被俄羅斯確認。
乌克兰武装部队空军发言人承認对俄罗斯黑海舰队司令部的打击是乌军所为。
襲擊後第二天，襲擊影片在俄羅斯社群媒體上流傳，塔斯社將受傷人數增加到6人，但重申沒有人死亡，局勢已得到控制。拉茲沃扎耶夫報告稱，截至9月23日，總部的大火已得到控制。
9月25日，烏克蘭武裝部隊特種作戰司令部表示，包括索科洛夫在內的34名軍官在攻擊中喪生，105名士兵受傷。
烏克蘭臨時被佔領土的遊擊隊阿泰什聲稱，是由他們向烏克蘭提供策劃襲擊所需的情報。據報道指，他們透過賄賂因拖欠工資而對軍方不滿的俄羅斯軍官，從而獲得了有關黑海艦隊的關鍵情報。

## 後續
烏克蘭總統顧問米哈伊洛·波多利亞克表示，襲擊將持續到克里米亞「非軍事化和解放」為止，而烏克蘭國家安全與國防事務委員會秘書阿列克謝·達尼洛夫表示，俄羅斯黑海艦隊未來有兩種選擇：自願或強迫地「自我消滅」。他也表示，黑海艦隊日後可能會「像莎樂美腸一樣被切成薄片」。
俄羅斯當局報告稱，挫敗烏克蘭對巴赫奇薩賴附近的另一次襲擊，而其稱克里米亞的網路正遭受「前所未有的網路攻擊」。
而在第一次襲擊不到24小時後，塞瓦斯托波爾再次發生導彈襲擊。這次的目標是該市的造船廠，即第13修船廠。而俄羅斯報紙《阿斯特拉》報道稱，這次行動襲擊黑海艦隊用於後勤和技術支援的第758中心。

## 反應
俄罗斯卫星通讯社聲稱採訪了曾于1990年代在美国中央情报局工作的拉里·约翰逊，称其表示是北约和美国帮助乌克兰实施了对塞瓦斯托波尔的导弹袭击，如果没有西方的监视和目标数据，乌军就无法击中俄黑海舰队总部大楼。不过，此人系俄罗斯政治宣传节目的常客，之前多次发布例如“泽连斯基正面临CIA策划的军事政变”，“乌克兰正全面溃败”，“(俄罗斯入侵乌克兰)战争是西方的‘好莱坞剧本’”一类言论，被The Daily Beast评为“对Fox News来说都太极端了”。
俄罗斯外交部发言人玛丽亚·扎哈罗娃表示，对塞瓦斯托波尔的袭击是在与美国和英国专家的密切协调下实施的。

## 另見
- 2023年烏克蘭反攻
- 克里米亞歷史
- 俄羅斯入侵烏克蘭時間軸 (2023年9月)